# Cecilia Wrangel
Cecilia Solvig Beata Wrangel Skoug, född den 8 augusti 1978 i Stockholm, är en svensk musikalartist, dansare och röstskådespelare.

## Biografi
Cecilia Wrangel är utbildad vid Balettakademien i Göteborg, Musikallinjen 1998–2001. Hon har lånat ut sin röst till flera dubbade filmer, bland annat Marmaduke och Dumma mej 2.
Wrangel är gift med musikern Christoffer Skoug (född 1983).

## Musikal och revy
| År   | Roll                       | Produktion                                                         | Regi                    | Teater                      |
| ---- | -------------------------- | ------------------------------------------------------------------ | ----------------------- | --------------------------- |
| 2002 | Julie                      | En förtrollad afton                                                |                         | Göteborgsoperans lilla scen |
| 2004 | Jill Sandy Rizzo Micki     | Grease                                                             |                         | Göta Lejon                  |
| 2005 | Silly Girl Belle           | Skönheten och odjuret                                              |                         | Göta Lejon                  |
| 2006 | Maureen                    | Rent Jonathan Larson                                               | Jan Åström Roger Lybeck | Göta Lejon                  |
| 2007 | Kate Monster Lucy The Slut | Avenue Q                                                           |                         | Maximteatern                |
| 2008 | Mamma Marianne             | GRYMT!                                                             |                         | Göteborgsoperans Skövdescen |
| 2008 | Medverkande                | UgglaRheborgUlveson, revy Hans Marklund                            | Hans Marklund           | Cirkus, Stockholm           |
| 2009 | Mia-Marie                  | Footloose                                                          |                         | Nya Parkteatern, Örebro     |
| 2009 | Kate Monster Lucy The Slut | Avenue Q                                                           |                         | Vasateatern                 |
| 2009 | Andeväsen/Knabe            | Trollflöjten Wolfgang Amadeus Mozart och Emanuel Schikaneder       | Rikard Bergqvist        | Göteborgsoperan             |
| 2011 | Marjorie Sheila US Mary US | Hair Gerome Ragni, James Rado och Galt MacDermot                   | Ronny Danielsson        | Stockholms stadsteater      |
| 2012 | Ensemble                   | Jesus Christ Superstar                                             |                         | Göta Lejon                  |
| 2014 | Ensemble                   | Livet är en schlager Jonas Gardell och Fredrik Kempe               | Jonas Gardell           | Cirkus, Stockholm           |
| 2015 | Ensemble                   | Förklädet Bob Martin, Don McKellar, Lisa Lambert och Greg Morrison | Edward af Sillén        | Göta Lejon                  |
| 2016 | Medverkande                | Oscarsrevyn, revy Calle Norlén                                     | Edward af Sillén        | Oscarsteatern               |
| 2019 | Ensemble                   | Häxorna i Eastwick John Dempsey och Dana P. Rowe                   | Rachel Kavanaugh        | Cirkus, Stockholm           |
| 2022 | Ensemble                   | Tootsie David Yazbek(en) och Robert Horn                           | Edward af Sillén        | Oscarsteatern               |

## Filmografi i urval
- 2007 – Barbie som Öprinsessan (röst som Ro, sång)
- 2007 – Alvin och gänget (röst)
- 2008 – Barbie och diamantslottet (röst som Liana, sång)
- 2008 – Den lilla sjöjungfrun - Sagan om Ariel (röst som Attina)
- 2009 – Barbie och de Tre Musketörerna (sång)
- 2010 – Marmaduke (röst som Jezebel)
- 2010 – Barbie i en sjöjungfrusaga (Havets drottning)
- 2012 – ParaNorman (röst som Sandra)
- 2013 – Dumma mej 2 (röst som Lucy Wilde)
- 2014 – Flygplan 2: Räddningstjänsten (röst)
- 2015 – Drakryttarna (TV-serie) (röst som Hedda)
- 2016 – Peter och draken Elliott (röst som Grace)
- 2016 – The Angry Birds Movie (röst som Matilda)
- 2016 – Kung Fu Panda 3 (röst som Mästare Viper)
- 2016–2020 – Elena från Avalor (TV-serie) (Lunas röst)
- 2016 – Vaiana (röst)
- 2016 – Hitta Doris (röst)
- 2017 – Dumma mej 3 (röst som Lucy Wilde)
- 2017 – Skönheten och odjuret (röst)
- 2017 – Smurfarna: Den försvunna byn (röst som Smurfblomster)
- 2017 – Trassel: Innan för evigt (röst som Lady Kaine)
- 2017 – The Lego Batman Movie (röst som Barbara Gordon/Batgirl)
- 2017 – Tjuren Ferdinand (röst som Lupe)
- 2018 – Pelle Kanin (röst som Bea)
- 2019 – Draktränaren 3 (röst som Griselda)
- 2019 – The Angry Birds Movie 2 (röst som Matilda)
- 2020 – Pelle Svanslös (Maja Gräddnos sångröst)
- 2021 – Monsterfamiljen: Ingen är perfekt (röst som Emma)
- 2021 – Pelle Kanin 2 – På rymmen (röst som Bea)
- 2022 – My Little Pony: Sätt din prägel på världen (röst som Jazz)
- 2022 – Folk och rövare i Kamomilla stad (röst)
- 2024 – Dumma mej 4 (röst)

## TV
- 2008 –  Deltagare i SVT:s humorsatsning Dubbat
- 2009 – Sångerska och skådespelerska i TV-serien För alla åldrar (där hon bland annat spelade Snagges mamma)
- 2019- Skådespelarska i Lejonvakten